# Meadow (singolo)
Meadow è un singolo del gruppo musicale statunitense Stone Temple Pilots, pubblicato il 15 novembre 2017 come primo estratto dal settimo album in studio Stone Temple Pilots.

## Descrizione
Si tratta del primo brano che vede alla voce Jeff Gutt, scelto dai restanti componenti del gruppo tra i 15 000 candidati in seguito alla ricerca di un nuovo cantante tenuta dopo l'abbandono e le conseguenze morti dei precedenti frontman Scott Weiland e Chester Bennington. La versione strumentale venne composta da Dean e Robert DeLeo e Eric Kretz a settembre 2016, per poi presentarla a Gutt durante l'audizione di quest'ultimo, in modo tale da valutare cosa avrebbe potuto fare con il brano. Gutt è stato in grado di realizzare la melodia vocale e di comporre il testo appena dopo, abilità lodata dai restanti componenti della formazione.

## Promozione
Meadow è stato eseguito per la prima volta dal vivo il 14 novembre 2017 durante un concerto privato organizzato dal gruppo, venendo pubblicato per il download digitale il giorno seguente.
Il 15 dicembre dello stesso anno è stato reso pubblicato un lyric video per il brano.

## Tracce
1. Meadow – 3:29

## Formazione
- Jeff Gutt – voce
- Dean DeLeo – chitarra
- Robert DeLeo – basso
- Eric Kretz – batteria

## Classifiche
| Classifica (2017)             | Posizione massima |
| ----------------------------- | ----------------- |
| Stati Uniti (mainstream rock) | 7                 |